# José Miguel Barata Pereira
José Miguel Barata Pereira (ur. 7 listopada 1971 w Lizbonie) – portugalski duchowny rzymskokatolicki, biskup Guarda od 2025.

## Życiorys
Święcenia kapłańskie otrzymał 29 czerwca 1996 i został inkardynowany do patriarchatu Lizbony. 
20 grudnia 2024 papież Franciszek mianował go biskupem diecezji Guarda. Sakry udzielił mu 16 marca 2025 patriarcha Lizbony Rui Valério.